# 西街街道 (秦皇岛市)
西街街道，是中华人民共和国河北省秦皇岛市山海关区下辖的一个乡镇级行政单位。

## 行政区划
西街街道下辖以下地区：
西关社区、平安里社区、柴禾市社区和西河社区。